# Ленгенбостель
Ленгенбостель (нем. Lengenbostel) — община в Германии, в земле Нижняя Саксония.
Входит в состав района Ротенбург-на-Вюмме. Подчиняется управлению Зиттензен. Население составляет 472 человека (на 31 декабря 2010 года). Занимает площадь 5,08 км².
Коммуна подразделяется на 2 сельских округа.